# Chaenothecopsis debilis
Chaenothecopsis debilis är en lavart som först beskrevs av Turner & Borrer ex Sm., och fick sitt nu gällande namn av Tibell. Chaenothecopsis debilis ingår i släktet Chaenothecopsis och familjen Mycocaliciaceae.  Arten är reproducerande i Sverige. Inga underarter finns listade i Catalogue of Life.